# Karwinskia rzedowskii
Karwinskia rzedowskii är en brakvedsväxtart som beskrevs av R. Fernández Nava. Karwinskia rzedowskii ingår i släktet Karwinskia och familjen brakvedsväxter. Inga underarter finns listade i Catalogue of Life.